# Afrim Latifi
Pour les articles homonymes, voir Latifi.
Afrim Latifi est un karatéka albanais surtout connu pour avoir remporté le titre de champion d'Europe de karaté en kumite individuel masculin open aux championnats d'Europe de karaté 2003 à Brême, en Allemagne.

## Résultats
| Résultat           | Date     | Épreuve                   | Catégorie | Compétition                | Ville hôte          |
| ------------------ | -------- | ------------------------- | --------- | -------------------------- | ------------------- |
| Médaille de bronze | Mai 2003 | Kumite individuel + 80 kg | Seniors   | Championnats d'Europe 2003 | Brême, en Allemagne |
| Médaille d'or      | Mai 2003 | Kumite individuel open    | Seniors   | Championnats d'Europe 2003 | Brême, en Allemagne |